# Erberto di Bosham
Erberto di Bosham (fl. XII secolo) è stato uno scrittore inglese medievale, biografo di san Tommaso Becket.

## Biografia
Molti dettagli sulla vita di Erberto sono attestati da lui stesso: era originario di Bosham, nel Sussex, ed era figlio di un uomo fattosi ecclesiastico dopo la sua nascita, fatto per cui veniva spesso dileggiato da re Enrico II d'Inghilterra. Doveva aver ricevuto una buona educazione, poiché viene spesso definito "erudito".
Era molto vicino all'arcivescovo di Canterbury Tommaso Becket, di cui era amico e consigliere fidato. Accompagnò Becket al concilio di Tours e al successivo concilio di Clarendon. Fedelissimo dell'arcivescovo, fu uno dei pochi che lo sostenne nel suo conflitto con Enrico II d'Inghilterra e lo aiutò a fuggire in esilio sul continente quando incorse nelle ire del re nel 1164. Recuperò parte del tesoro vescovile di Canterbury e fuggì a sua volta in Francia, dove assieme a Pietro Lombardo accompagnò Becket da re Luigi VII e poi da papa Alessandro III.
Durante la Pasqua del 1165 venne organizzato ad Angers un incontro pacificatore tra Enrico II e i seguaci di Becket, ma il portamento orgoglioso di Erberto fece infuriare il re e saltare le trattative. Quando nel 1170 sembrò esserci un'apparente tregua tra l'arcivescovo e il sovrano Erberto lo riaccompagnò in Inghilterra, ma venne presto rimandato in Francia per consegnare delle lettere a Luigi VII. Presagendo una disgrazia implorò Becket di poter rimanere al suo fianco, ma l'arcivescovo insistette perché partisse; quindi, quando il 29 dicembre egli venne assassinato (forse su istigazione di Enrico II), l'erudito di Bosham non era al suo fianco.
Erberto rimase in Francia fino al 1184, abbandonato da tutti i precedenti alleati. Non è noto se abbia preso parte alla rivolta del 1173-1174 contro Enrico II. Cominciò infine a scrivere la Vita s. Thomae, dettagliata agiografia dell'amico e ormai santo, redatta tra il 1184 e il 1186. Ultimo oppositore di Enrico II, nello stesso 1184 rientrò in Inghilterra, dove ebbe un colloquio col sovrano, il quale lo perdonò e lo accolse alla sua corte,
facendolo anche cancelliere.
Alcuni ritengono si sia recato in seguito in esilio volontario in Italia, dove sarebbe diventato vescovo o addirittura cardinale, ma non esistono prove concrete di ciò. Un "Erberto" risulta creato cardinale nel 1178 da papa Alessandro III, ma non è chiaro se si tratti dell'erudito di Bosham. Come da lui stesso appuntato nella Vita s. Thomae era ancora vivo nel 1189, ma non si hanno più sue notizie nel regno di Riccardo I d'Inghilterra, successore di Enrico II.

## Opere
L'opera principale di Erberto di Bosham è la Vita s. Thomae, agiografia apologetica di san Tommaso Becket. Erberto, avendo vissuto in prima persona buona parte delle vicissitudini patite dal santo, rappresenta un'eccezionale fonte sulla sua vita (benché ovviamente di parte).
Altre sue opere furono il Liber Melorum e un'omelia, sempre in onore di Becket, e sopravvivono anche 37 lettere della corrispondenza che redasse per conto dell'arcivescovo e dei suoi affiliati.